# Friedrich Boas
Friedrich Boas (* 28. November 1886 in Hennenbach bei Ansbach, Bayern; † 15. März 1960 in München) war ein deutscher Botaniker und Phytomediziner. Sein offizielles botanisches Autorenkürzel lautet „F.Boas“.

## Leben
Boas, Sohn eines Landwirts, studierte seit 1906 Naturwissenschaften an der Universität München und promovierte dort 1912 mit einer Arbeit im Fachgebiet Botanik. Seit 1913 gehörte er dem Lehrkörper der Akademie (seit 1920 Hochschule) für Landwirtschaft und Brauerei in Weihenstephan an. Von 1916 bis 1929 war er dort als außerordentlicher Professor am Botanischen Laboratorium und an der Pflanzenschutz-Station tätig. 1930 wurde er als Ordinarius auf den Lehrstuhl für Botanik der Technischen Hochschule München berufen, wo er bis zu seiner Emeritierung im Jahre 1951 wirkte.
Zum 1. Mai 1933 trat er der NSDAP bei (Mitgliedsnummer 1.923.841). Nach Aussage seines Gaudozentenführers war er der „einzige Vertreter der Bewegung ... und demgemäß Dekan“. Im Zweiten Weltkrieg arbeitete er an dem Projekt Ernährung aus dem Walde mit, um dem Versorgungsengpass an der „Ernährungsfront“ entgegenzuwirken. Er war ordentliches Mitglied der Bayerischen Akademie der Wissenschaften.

## Forschung
Während seiner Zeit in Weihenstephan förderte Boas nachhaltig die Entwicklung eines sachgerechten Pflanzenschutzes in Bayern. Für die landwirtschaftliche Praxis schrieb er den Ratgeber Die wichtigsten Getreidekrankheiten und ihre Bekämpfung (1923). Im gleichen Jahr veröffentlichte er gemeinsam mit Friedrich Merkenschlager das Buch Die Lupine als Objekt der Pflanzenforschung. Beachtenswert ist auch seine 1928 veröffentlichte Schrift Die Pflanze als kolloides System, ein Versuch, Erkenntnisse aus der Kolloidchemie in der pflanzenphysiologischen Forschung anzuwenden.
1937 erschien sein wissenschaftliches Hauptwerk, das Buch
Dynamische Botanik. Boas war der erste, der diesen Begriff in die wissenschaftliche Terminologie einführte und besonders dessen Bedeutung für den Landbau hervorhob. Er betrachtete die Pflanzen nicht als statische Objekte der Wissenschaft, sondern als dynamische Glieder natürlicher Lebensgemeinschaften. Das mehrmals aufgelegte Buch machte Boas Namen in weiten Kreisen bekannt. Von den weiteren eigenständigen Publikationen ist noch hervorzuheben seine Schrift: Biologische Zukunft (1939), eine gedankenreiche Abhandlung über Pflanzenernährung. Boas gehörte 1930 zu den Mitbegründern der Zeitschrift „Archiv für Mikrobiologie“ und war Mitherausgeber der Schriftenreihe „Naturwissenschaft und Landwirtschaft“ (19 Hefte, 1924–1936). Auch nach seiner Emeritierung war er unermüdlich tätig. 1958 veröffentlichte er das für die Praxis des Pflanzenbaus bedeutsame Buch Zeigerpflanzen. Umgang mit Unkräutern in der Ackerlandschaft.
Bezeichnend für die Universalität der Gedankenwelt von Boas ist sein 1947 gemeinsam mit Merkenschlager herausgegebenes Biologen-Brevier, eine Sammlung von Zitaten aus den Werken bedeutender Denker. In der erstmals 1949 erschienenen Schrift Die Wiese der Glückseligkeit gibt Boas einen Überblick über seine naturphilosophischen Ideen, die einmünden in eine umfassende landwirtschaftliche Wertlehre.

## Werke
- Die wichtigsten Getreidekrankheiten und ihre Bekämpfung. Verlag F. P. Datterer & Co. Freising 1923 = Weihenstephaner Schriftensammlung für praktische Landwirtschaft H. 10.
- F. Boas und F. Merkenschlager: Die Lupine als Objekt der Pflanzenforschung. Morphologie, Anatomie, Physiologie und Pathologie der gelben Lupine. Verlagsbuchhandlung Paul Parey Berlin 1923.
- Die Pflanze als kolloides System. Verlag F. P. Datterer & Co. Freising = Naturwissenschaft und Landwirtschaft H. 14.
- Dynamische Botanik. Eine Physiologie einheimischer Pflanzen für Biologen, Ärzte, Apotheker, Chemiker, Landwirte, Gärtner. Verlag J. F. Lehmanns München 1937; 2. Aufl. 1942; 3. Aufl. 1949.
- Biologische Zukunft. Gemeinverständliche Betrachtungen über Ergebnisse der pflanzlichen Ernährungslehre. München 1939. – In überarbeiteter und erweiterter Fassung unter dem Titel: Pflanze, Düngung, Ernährung. Ein Blick in unsere biologische Zukunft. Hippokrates-Verlag Stuttgart 1949.
- Biologen-Brevier. Herausgegeben von F. Boas und F. Merkenschlager. Stromverlag Hamburg-Bergedorf 1947; 2. erw. Aufl. Verlag F. P. Datterer Freising 1951.
- Die Wiese der Glückseligkeit. München 1949; 2. Aufl. Landbau-Verlag München 1960.
- Zeigerpflanzen. Umgang mit Unkräutern in der Ackerlandschaft. Verlagsgesellschaft für Ackerbau Bielefeld 1958.